# عباءة
العباءة أو العباية هي رداء ترتديه المرأة المسلمة في بعض مناطق الشرق الأوسط وشمال افريقيا وبالأخص في دول الجزيرة العربية فوق الملابس العادية عند الخروج من المنزل. وهو تقليدياً ذو لون أسود. تعتبر العباءة الزي الرسمي في السعودية.[بحاجة لمصدر]

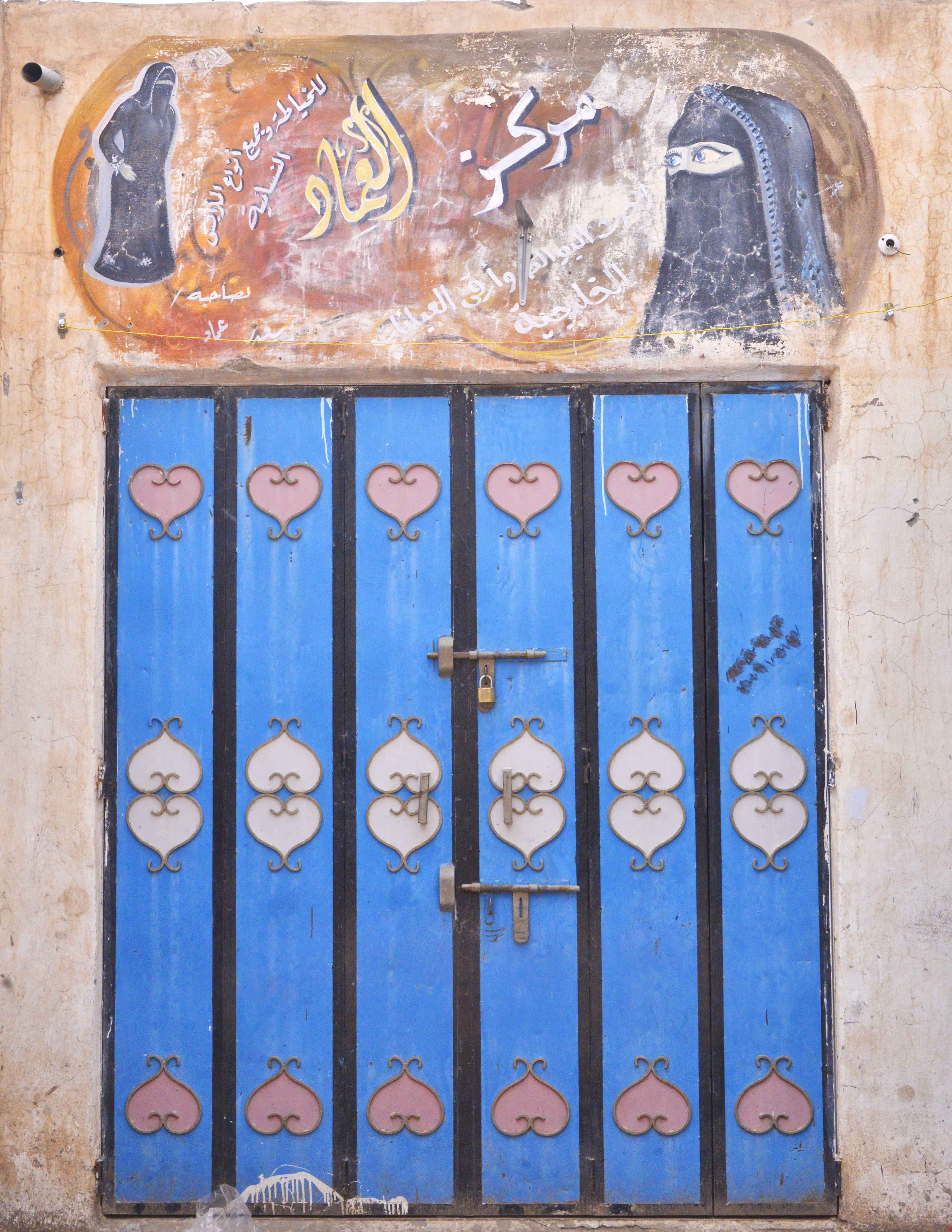
محل يبيع عبايات خليجية في اليمن

تلبس العباءة عادة مع الحجاب أو النقاب في مناطق الخليج. تتوفر غالبا باللون الأسود إلا هناك أنواع جديدة ظهرت الآن ملونة، وهناك نوع آخر من العباءة يرتدنها النساء في إندونيسيا وماليزيا تسمى بكبايا وقد أُخذ المسمى من كلمة عباءة العربية. اعتمادا على البيئة الاجتماعية والدينية، يمكن أن يختلف شكلها من عباية بسيطة جدا وفضفاضة إلى ملابس عصرية ورائعة. لكنها تبقى دائما ساترة للجسم وطويلة إلى الكعبين، مع أكمام طويلة.

## العباية في الموضة
لطالما كانت إطلالة السيدة العربية التقليدية البسيطة بالعباية السوداء. إلا أنه- مع تأثُر مصممي ومصممات العبايات بتيارات الموضة العالمية- إنكسرت القيود الكلاسيكية، وصار التنوّع بالقصّات أو الألوان التي أضيفت إلى اللون الأسود هو الاتجاه المسيطر في مجال تصميم العبايات. أو كذلك من حيث التطريز المستخدم، حيث باتت العباية وجها آخر لمواكبة العصر، بكل تجلياته بعدما باتت تساير آخر الابتكارات والصيحات الجديدة.
فقد تمكنت مصممات كثيرات لزي العباية من «تطويع» هذا الزي التراثي لمجاراة متطلبات التحديث، مع عدم إغفالهن طبعا أهمية المحافظة على الاحتشام والوقار والموروث التقليدي الذي يجسده ارتداء القماش الأسود، حيث بدأن في تقديم العباية بأفكار مختلفة، تتمتع بمقاييس الجمال، عبر دمج آخر الصيحات العالمية في هذا المجال، مع المحافظة على الهدف من ارتدائها، كونها ترمز إلى الهوية والتقاليد الموروثة.